# Ducové
Ducové é um município da Eslováquia, situado no distrito de Piešťany, na região de Trnava. Tem 2,63 km² de área e sua população em 2019 foi estimada em 459 habitantes.

## Demografia
| Ano:        | 1994 | 2004   | 2014    | 2024    |
| ----------- | ---- | ------ | ------- | ------- |
| Broj ljudi: | 334  | 357    | 416     | 482     |
| Razlika:    |      | +6,88% | +16,52% | +15,86% |

| Ano:               | 2023 | 2024   |
| ------------------ | ---- | ------ |
| Número de pessoas: | 476  | 482    |
| Diferença:         |      | +1,26% |